# 艺术心理学
藝術心理學是藝術與心理學的交叉學科，主要從藝術創作和欣賞兩個角度研究人類在藝術活動中的心理機制。
最著名的藝術心理學是格式塔心理學(Gestalt Psychology)，又稱完形心理學，其集大成者為魯道夫·阿恩海姆(Arnheim)，其學說重在腦波力場與視覺反應的關係。除此之外，精神分析亦是藝術心理學的重點學科，其創始人為佛洛伊德(Freud)。其他與藝術相關重要心理學家尚有：阿德勒(Adler)、榮格(Jung)。